# Foveolatacris guansuacris
Foveolatacris guansuacris is een rechtvleugelig insect uit de familie veldsprinkhanen (Acrididae). De wetenschappelijke naam van deze soort is voor het eerst geldig gepubliceerd in 1991 door Cao, Shen & Xie.